# Guillermo del Toro
Ne doit pas être confondu avec Benicio del Toro.
Pour les articles homonymes, voir Del Toro.
Guillermo del Toro est un réalisateur, scénariste, romancier et producteur de cinéma mexicain né le 9 octobre 1964 à Guadalajara, dans l'État de Jalisco (Mexique).
Plusieurs de ses œuvres, qui font souvent appel à l'imaginaire du fantastique, ont reçu les louanges de la profession et de la presse, notamment le film La Forme de l'eau (2017) qui remporte le Lion d'or et l'Oscar du meilleur film, et Pinocchio (2022) qui reçoit l'Oscar, le BAFTA et le Golden Globe du meilleur film d'animation.

## Biographie

### Débuts

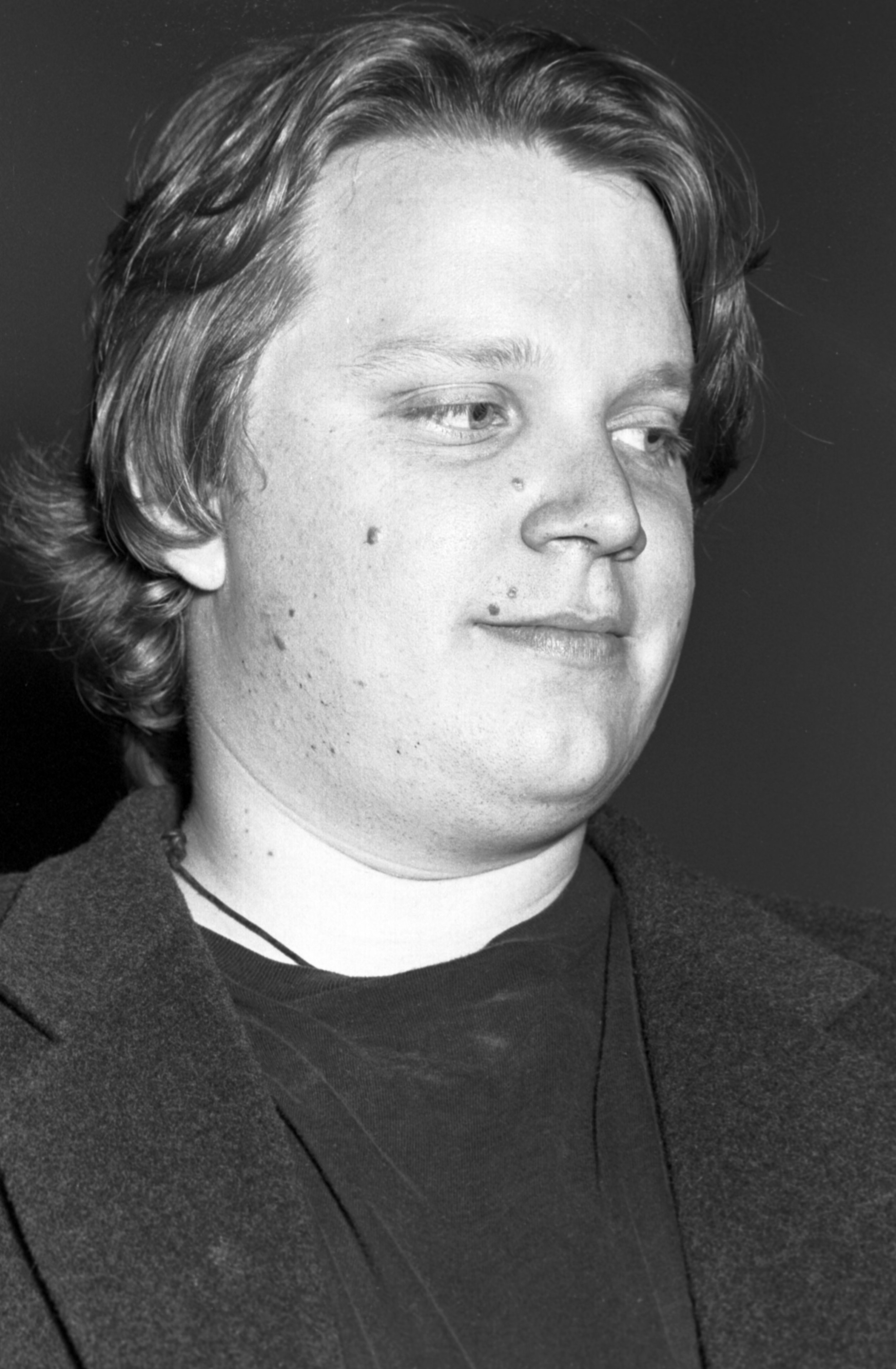
Guillermo del Toro en 1993.

Né à Guadalajara, Guillermo del Toro est élevé par sa grand-mère catholique. À l'âge de 8 ans, il emprunte la caméra Super 8 de son père et réalise ses premiers courts-métrages mettant en scène ses jouets de La Planète des Singes et divers objets qui lui tombent sous la main. Il étudie à l'Instituto de Ciencias avant de devenir l'élève de Dick Smith, créateur des maquillages de Little Big Man et L'Exorciste notamment. Il travaille comme maquilleur et spécialiste en effets spéciaux pendant environ dix ans, et crée au début des années 1980 sa propre société, baptisée Necropia. Il produit son premier film en 1985, à l'âge de 21 ans, et cofonde le festival international du film de Guadalajara, dont la première édition a lieu en 1986. À cette époque, il écrit et réalise également plusieurs épisodes pour La hora marcada, une série télévisée se présentant comme une anthologie dans la veine de La Quatrième Dimension et diffusée sur la télévision mexicaine. C'est à cette occasion qu'il rencontre ses confrères Alfonso Cuarón et Emmanuel Lubezki.
En 1993, il sort son premier long-métrage comme réalisateur, Cronos, un film d'horreur avec Ron Perlman qui remporte de nombreux prix, notamment au Festival de Cannes 1993 et aux prix Ariel (équivalents des César du cinéma au Mexique). Il fonde sa propre société de production : le Tequila Gang.
En 1997, son père, Federico, est enlevé au Mexique puis libéré contre une rançon, ce qui incite le cinéaste à s'expatrier. Il bénéficie lors de cet enlèvement de l'aide financière de son ami le réalisateur James Cameron, qui prend à sa charge les frais de négociation avec les criminels,.

### Percée hollywoodienne et reconnaissance (2001-2004)
À peine arrivé en Californie, del Toro coécrit et dirige un nouveau film horrifique Mimic avec notamment Mira Sorvino. Dès lors, il développe un univers singulier et personnel.
Pour son film suivant, L'Échine du Diable (2001), il part tourner en Espagne. Toujours dans l'horreur, il situe son film dans le contexte de la Guerre d'Espagne (1936-1939). Le film est en partie financé et produit par Pedro Almodóvar et son frère Agustín, via leur société El Deseo.
Guillermo del Toro alterne ensuite avec de plus grosses productions hollywoodiennes comme Blade 2 (2002), avec Wesley Snipes, d'après des comics édités chez Marvel. Ron Perlman est également présent dans le film. À la suite du succès du film, on lui propose naturellement de réaliser la suite, Blade: Trinity ainsi que Harry Potter et le Prisonnier d'Azkaban, il préfère adapter un autre héros de comics, Hellboy, créé par Mike Mignola. Alors que le studio souhaite Vin Diesel, Guillermo del Toro et Mignola insistent fortement pour que Ron Perlman incarne le personnage principal. Le film Hellboy sort en 2004.

### Consécration (2006-2011)
Il retourne en Espagne pour poursuivre ensuite son diptyque sur la Guerre d'Espagne avec le conte fantastique Le Labyrinthe de Pan (2006), qui rappelle L'Esprit de la ruche de Víctor Erice. Le film est projeté pour la première fois en compétition officielle du festival de Cannes 2006 où il reçoit une ovation de 22 minutes. C'est également un succès critique et public, rapportant au box-office mondial 83 258 226 $ (dont 37 634 615 $ aux États-Unis et au Canada) pour un budget initial de 19 millions. Il réalise 415 740 entrées en France, 53 198 en Belgique et 27 309 en Suisse, et dépasse le million d'entrées en Espagne (1 650 227). En 2010, le magazine Empire classe le film 5e des meilleurs films non anglophones de tous les temps.
Guillermo del Toro revient ensuite aux États-Unis pour y tourner Hellboy 2 : Les Légions d'or maudites, qui sort en 2008. La même année, Peter Jackson lui propose de réaliser Bilbo le Hobbit, d'après le roman de J. R. R. Tolkien, préquelle à la saga Le Seigneur des anneaux, adaptée par Jackson de 2001 à 2003. Mais le 30 mai 2010, del Toro abandonne le projet à la suite de retards répétés dus à la situation financière de la MGM, qui produit le film. Il continue néanmoins à travailler sur les scénarios jusqu'à ce qu'ils soient achevés, le projet ayant été rallongé en 3 films distincts (Un voyage inattendu, La Désolation de Smaug et La Bataille des Cinq Armées) à la suite de l'adjonction de divers textes de Tolkien avec les Contes et légendes inachevés et les appendices du Seigneur des anneaux.
En 2009, il publie le roman La Lignée (The Strain), coécrit avec Chuck Hogan. Le roman sera suivi par La Chute en 2010 et La Nuit éternelle en 2011.
Il est pressenti pour mettre en scène Harry Potter et les Reliques de la Mort en 2010, septième et dernier volet de la saga finalement confié au britannique David Yates.

### Retour commercial (depuis 2013)

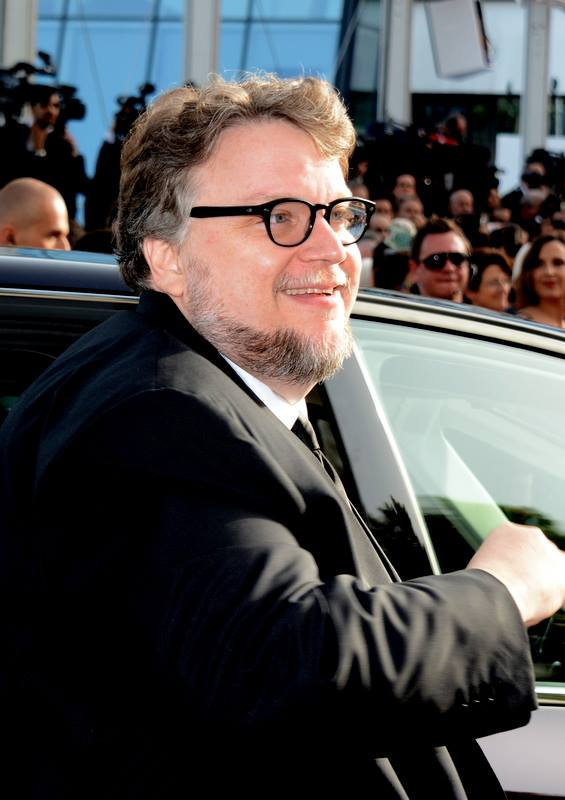
Le cinéaste au Festival de Cannes 2015.

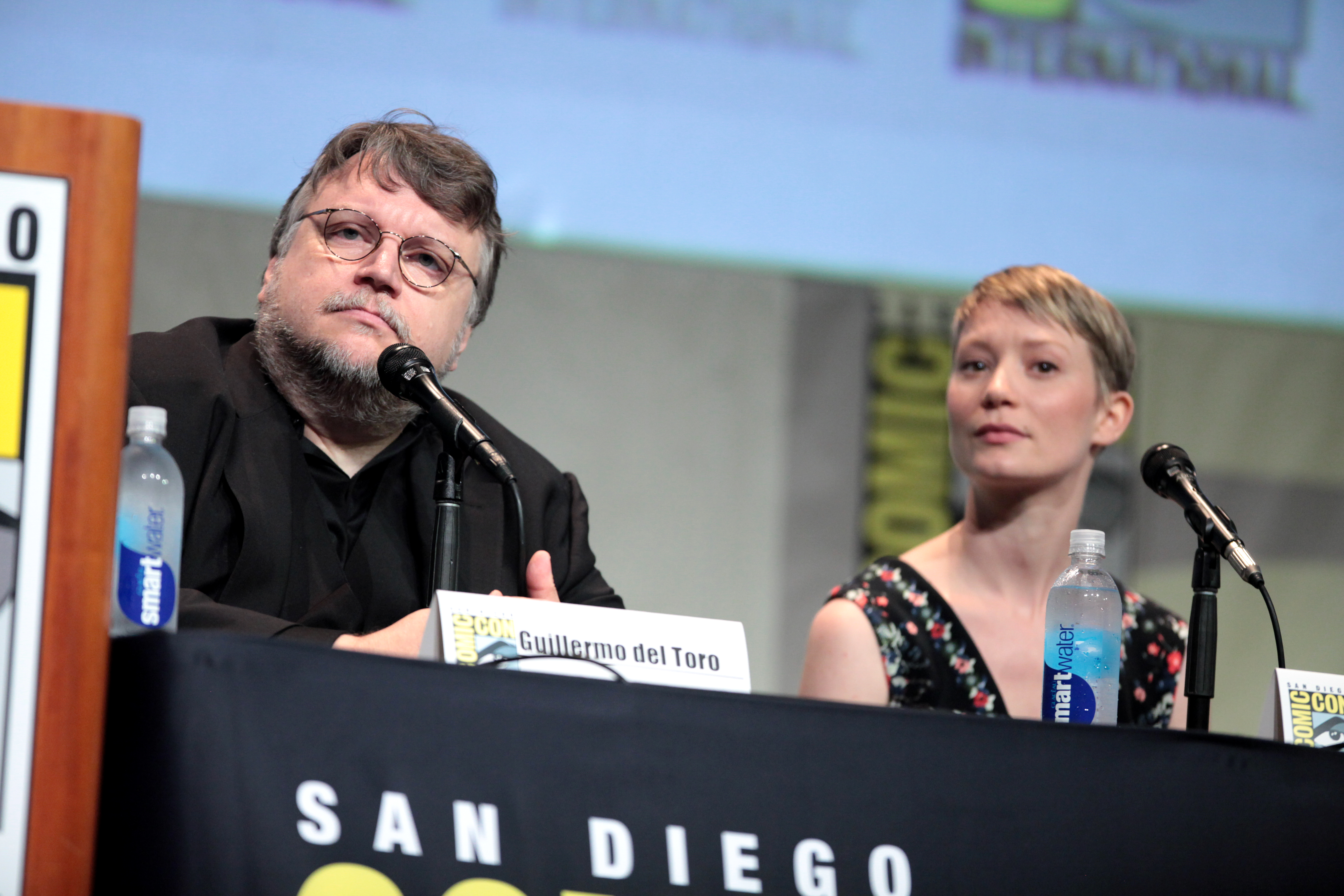
Le cinéaste aux côtés de l'actrice Mia Wasikowska, pour la promotion de Crimson Peak au San Diego Comic-Con 2015.

En 2013, sort son premier long-métrage en tant que réalisateur depuis Hellboy 2 : le blockbuster intitulé Pacific Rim, produit par Legendary Pictures et inspiré des films japonais de kaijūs, comme Godzilla (1954). Avec son énorme budget de 190 millions de dollars, le film est un succès mondial et récolte 411 002 906 $ de recettes mondiales. Toujours en 2013, del Toro réalise le gag du canapé de l'épisode Simpson Horror Show XXIV de la série Les Simpson.
En juillet 2014, la chaîne de télévision FX diffuse la série télévisée The Strain, créé d'après sa trilogie littéraire avec Carlton Cuse. Il réalise également l'épisode pilote
En 2014, il réalise le film d'horreur Crimson Peak, coécrit avec Matthew Robbins et Lucinda Coxon (en). Sorti en 2015, le film peine à rencontrer son public, malgré des critiques plutôt positives. Avec un budget d'environ 55 millions de dollars, Crimson Peak n'engendre que 74 millions de recettes dans le monde.
Pour son film suivant, il retrouve Doug Jones qui incarne à nouveau un amphibien (après les deux Hellboy), dans La Forme de l'eau, un film fantastique sur fond de Guerre froide. Le film est présenté en sélection officielle à la Mostra de Venise 2017 où il remporte le Lion d'or. Pour faire ce film, il renonce à réaliser la suite de son Pacific Rim, Pacific Rim: Uprising, sorti en 2018. La réalisation revient à Steven S. DeKnight, Guillermo officie cependant en tant que producteur.
Dans un entretien, il affirme : « Les choses ont évolué de façon positive me concernant. (...) La Forme de l'eau est aujourd'hui une sorte de consécration pour moi. (...) Les gens commencent à voir comment le genre peut-être démarginalisé et, en tant qu'amoureux du genre, je ne peux que célébrer cela. »
En 2020, il développe en parallèle deux projets : Pinocchio et Nightmare Alley. Le premier est une adaptation en animation en volume du célèbre roman de Carlo Collodi qu'il envisageait depuis des années. La production est confiée à la Jim Henson Company et la sortie est prévue en 2022 sur Netflix. Le second est un film en prise de vues réelles basé sur un roman de William Lindsay Gresham, déjà adapté au cinéma en 1947. Cependant la production de ses deux projets (débutée en janvier 2020) est stoppée en mars 2020 en raison de la pandémie de Covid-19. Dans une interview pour IndieWire en juillet 2020, Guillermo del Toro déclare qu'environ 45% de Nightmare Alley a été tourné avant cette interruption. Le réalisateur-scénariste espère que tout reprendra alors à l'automne 2020 et écrit un protocole de 80 pages pour la sécurité sanitaire des deux tournages.
Il participe également à l'écriture et à la production de Sacrées Sorcières (2020) de Robert Zemeckis. Guillermo del Toro avait prévu quelques années auparavant d'adapter le roman Sacrées Sorcières de Roald Dahl en animation en volume. Nightmare Alley sort finalement en fin 2021. Si les critiques de la presse sont globalement élogieuses, le film connait un échec commercial.
Guillermo del Toro développe ensuite la série anthologique Le Cabinet de curiosités de Guillermo del Toro pour Netflix. Constituée de 8 épisodes (dont deux écrits par lui-même), la série est réalisée par différents réalisatrices et réalisateurs de films d'horreur. Elle sera diffusée dès octobre 2022.
Projet de longue date, son film d'animation Pinocchio est présenté en avant-première mondiale le 15 octobre 2022 au festival du film de Londres. Il connait ensuite une sortie limitée dans les cinémas de certains pays et sera ensuite diffusé sur Netflix en décembre 2022. Peu après, il est engagé comme réalisateur suppléant de William Friedkin sur L'Affaire de la mutinerie du Caine, en raison de l'âge et de l'état de santé du réalisateur et pour des questions d'assurance.
Après Pinocchio, il se consacre à un autre projet de longue date : une adaptation du roman Frankenstein ou le Prométhée moderne de Mary Shelley, qu'il évoquait déjà en 2007. Prévu sur Netflix, le film mettra en scène  Jacob Elordi dans le rôle du monstre, Oscar Isaac en Dr Victor Frankenstein ainsi que Christoph Waltz et Mia Goth.

### Jeux vidéo
En 2010, Guillermo del Toro s'allie avec l'éditeur de jeux vidéo THQ pour le développement d'un jeu vidéo d'horreur pour adultes, qu'il décrit comme « lovecraftien ». Initialement prévu pour 2013, son développement a pris du retard à la suite de l'abandon de THQ en 2012. Guillermo del Toro en a repris la propriété intellectuelle et envisage toujours de faire d'InSane le premier volet d'une trilogie. La première vidéo est présentée lors des Video Game Awards en décembre 2010. Guillermo Del Toro se réserve également les droits d'adaptation cinématographique de ces jeux. Le développement de cette trilogie pourrait prendre jusqu'à dix ans, Del Toro voulant proposer un scénario avec une narration de qualité.
En août 2014, à la suite de la conférence Sony à la Gamescom, une bande annonce jouable mise en ligne sur le PlayStation Store révèle qu'un nouvel épisode de la franchise Silent Hill, intitulé Silent Hills, sera dirigé par Hideo Kojima en collaboration avec Guillermo del Toro sur PlayStation 4, l'acteur Norman Reedus devant prêter ses traits au héros. Cependant, probablement à la suite des déboires entre Konami et Kojima, le projet est officiellement annulé en avril 2015. La collaboration entre Del Toro et Kojima n'est publiquement visible que dans le cadre de la démo du jeu, intitulée P.T.
En juin 2016, sa participation à un nouveau projet d'Hideo Kojima, du nom de Death Stranding, est annoncée lors du salon professionnel de l'E3. Dans le jeu sorti en 2019, il prête ses traits à Deadman, l'un des personnages centraux de l'intrigue, tandis que le doublage et la performance d'acteur sont confiés à l'acteur vénézuélien Jesse Corti.

### Projets
Durant sa carrière, Guilermo del Toro a été attaché à de nombreux projets. Depuis 2002, il tente ainsi de mettre en scène une adaptation cinématographique de la nouvelle Les Montagnes hallucinées de H. P. Lovecraft. Coécrit avec Matthew Robbins, qui était déjà son scénariste sur Mimic, le projet sera finalement refusé au dernier moment, malgré James Cameron au poste de producteur et Tom Cruise dans le rôle principal.
Parmi ses nombreux projets, le réalisateur-scénariste a voulu adapter au cinéma le personnage de Deadman créé par Arnold Drake et Carmine Infantino apparu chez DC Comics en 1967.

### Vie privée
Guillermo del Toro a vécu à Agoura Hills (Californie) avec son épouse Lorenza Newton et leurs deux filles, Mariana et Marisa. En mars 2018, il annonce sa séparation avec Lorenza Newton après trente et un ans de vie commune. En 2021, il se marie avec la scénariste et journaliste Kim Morgan.
Parmi ses amis proches se trouvent Alfonso Cuarón et Alejandro González Iñárritu avec lesquels il partage de nombreux liens ainsi qu'il l'a confié lors d'un entretien avec Charlie Rose. En particulier, en 2002, Guillermo del Toro et Alfonso Cuarón ont protesté contre l'Académie mexicaine des arts et des sciences cinématographiques, l'association chargée de la distribution et de la censure des films au Mexique, qu'ils jugeaient injustement sévère et sélective. D'autre part tous les trois ont été nommés aux Oscars 2007 : Guillermo del Toro pour le scénario original du Labyrinthe de Pan (film qui reçoit six nominations dont celle du meilleur film en langue étrangère et pour lequel il a été lauréat du prix Nebula du meilleur script), Alfonso Cuarón pour le montage et le scénario original des Fils de l'homme, et Alejandro González Iñárritu pour avoir produit et dirigé Babel.

### Acteur
Guillermo del Toro a fait une apparition dans la série It's Always Sunny In Philadelphia (dans le rôle de Poppy McPoyle).

## Univers
Ses œuvres sont souvent peuplées de créatures monstrueuses. Il dit : « La fascination que j'éprouve pour eux est quasiment anthropologique... Je les étudie, je les dissèque dans bon nombre de mes films : je veux savoir leur mode de fonctionnement, de quoi ils sont faits, et quels êtres sociaux ils sont. » Le réalisateur cite par ailleurs parmi ses influences les noms d'Arthur Machen, Lord Dunsany, Clark Ashton Smith, H. P. Lovecraft, et Jorge Luis Borges mais également Aleister Crowley et le système Magick.
Très tôt admiratif des dessins de Mike Mignola, il déclare : « J'ai bien des fois cherché à imiter dans mes films le style empreint de mystères de Mignola, en particulier les ténèbres froides et veloutées qui forment la toile de fond d'où surgissent ses personnages ».

## Filmographie

### Cinéma

#### En tant que réalisateur
- 1985 : Doña Lupe (en) (court métrage)
- 1987 : Geometria (en) (court métrage)
- 1993 : Cronos
- 1997 : Mimic
- 2001 : L'Échine du Diable (El Espinazo del Diablo)
- 2002 : Blade 2
- 2004 : Hellboy
- 2006 : Le Labyrinthe de Pan (El Laberinto del Fauno)
- 2008 : Hellboy 2 : Les Légions d'or maudites (Hellboy II: The Golden Army)
- 2013 : Pacific Rim
- 2015 : Crimson Peak
- 2017 : La Forme de l'eau (The Shape of Water)
- 2021 : Nightmare Alley
- 2022 : Pinocchio (coréalisé avec Mark Gustafson)
- 2025 : Frankenstein

#### En tant que scénariste
Note : outre les films suivants, Guillermo del Toro est scénariste des films qu'il réalise, à l'exception de Blade 2.
- 2011 : Don't Be Afraid of the Dark de Troy Nixey
- 2012 : Le Hobbit : Un voyage inattendu (The Hobbit: An Unexpected Journey) de Peter Jackson
- 2013 : Le Hobbit : La Désolation de Smaug (The Hobbit: The Desolation of Smaug) de Peter Jackson
- 2014 : Le Hobbit : La Bataille des Cinq Armées (The Hobbit: The Battle of the Five Armies) de Peter Jackson
- 2019 : Scary Stories d'André Øvredal (histoire originale uniquement)
- 2020 : Sacrées Sorcières (The Witches) de Robert Zemeckis

#### En tant que producteur
- 1985 : Doña Lupe (en) de Guillermo del Toro
- 1985 : Doña Herlinda y su Hijo de Jaime Humberto Hermosillo
- 1998 : Un envoûtement (Un embrujo) de Carlos Carrera
- 2001 : L'Échine du Diable (El Espinazo del Diablo)
- 2002 : Asesino en serio d’Antonio Urrutia
- 2004 : Investigations (Crónicas) de Sebastián Cordero
- 2006 : Caleuche: El llamado del mar de Jorge Olguín
- 2006 : Le Labyrinthe de Pan (El Laberinto del Fauno)
- 2007 : L'Orphelinat (El Orfanato) de Juan Antonio Bayona
- 2007 : Hellboy Animated 3: Iron Shoes de Tad Stones
- 2008 : Cosas Insignificantes (en) d’Andrea Martínez
- 2008 : While She Was Out (en) de Susan Montford (en)
- 2008 : Rudo y Cursi de Carlos Cuarón
- 2009 : Splice de Vincenzo Natali (producteur délégué)
- 2009 : Rabia de Sebastián Cordero
- 2010 : Biutiful d'Alejandro González Iñárritu (producteur délégué)
- 2010 : Les Yeux de Julia de Guillem Morales
- 2011 : Kung Fu Panda 2 de Jennifer Yuh Nelson (consultant créatif)
- 2011 : Le Chat potté (Puss in Boots) de Chris Miller (producteur délégué)
- 2011 : Don't Be Afraid of the Dark de Troy Nixey
- 2012 : Les Cinq Légendes (Rise of the Guardians) de Peter Ramsey (producteur délégué)
- 2013 : Mama d'Andrés Muschietti (producteur associé)
- 2013 : Pacific Rim de lui-même
- 2014 : La Légende de Manolo (The Book of Life) de Jorge Gutierrez
- 2015 : La delgada línea amarilla de Celso R. García
- 2015 : Crimson Peak
- 2016 : Kung Fu Panda 3 de Jennifer Yuh Nelson (producteur délégué)
- 2016 : Le Cercle : Rings de F. Javier Gutiérrez (producteur délégué)
- 2017 : La Forme de l'eau (The Shape of Water) de lui-même
- 2018 : Pacific Rim: Uprising de Steven S. DeKnight
- 2019 : Scary Stories d'André Øvredal
- 2020 : Sacrées Sorcières (The Witches) de Robert Zemeckis
- 2021 : Affamés (Antlers) de Scott Cooper
- 2021 : Chasseurs de trolls : Le Réveil des Titans de Johane Matte, Francisco Ruiz Velasco et Andrew L. Schmidt
- 2025 : Frankenstein de lui-même

### Télévision

#### En tant que réalisateur
- 1988-1989 : Hora Marcada (en), épisodes Invasión, Con Todo para Llevar, Caminos de Ayer et Hamburguesas
- 2013 : Les Simpson, Couch Gag de l'épisode Simpson Horror Show XXIV (crédité Guillo Tine Del Toro)
- 2014 : The Strain - saison 1, épisodes 1, 10 et 11
- 2016-2018 : Chasseurs de trolls : Les Contes d'Arcadia (Trollhunters) - 4 épisodes
- 2018 : Le Trio venu d'ailleurs : Les Contes d'Arcadia (3Below: Tales of Arcadia) - 2 épisodes

#### En tant que scénariste
- 2016 : Chasseurs de trolls : Les Contes d'Arcadia (Trollhunters: Tales of Arcadia) - saison 1, épisodes 1 et 2
- 2018-2019 : Le Trio venu d'ailleurs : Les Contes d'Arcadia (3Below: Tales of Arcadia) - 2 épisodes
- 2020 : Mages et Sorciers : Les Contes d'Arcadia (Wizards: Tales of Arcadia) - 1 épisode
- 2022 : Le Cabinet de curiosités de Guillermo del Toro (Guillermo del Toro's Cabinet of Curiosities) (série TV) - 8 épisodes

#### En tant que producteur
- 1986 : Hora Marcada (en)
- 2006 : Hellboy : Le Sabre des tempêtes (Hellboy: Sword of Storms) de Tad Stones et Phil Weinstein
- 2007 : Hellboy : De sang et de fer (Hellboy Animated: Blood and Iron) de Tad Stones et Victor Cook
- 2014-2017 : The Strain
- 2016-2018 : Chasseurs de trolls : Les Contes d'Arcadia (Trollhunters: Tales of Arcadia)
- 2018-2019 : Le Trio venu d'ailleurs : Les Contes d'Arcadia (3Below: Tales of Arcadia)
- 2020 : Mages et Sorciers : Les Contes d'Arcadia (Wizards: Tales of Arcadia)
- 2022 : Le Cabinet de curiosités de Guillermo del Toro (Guillermo del Toro's Cabinet of Curiosities) (série TV)

#### En tant qu'acteur
- 2022 : Le Cabinet de curiosités de Guillermo del Toro (Guillermo del Toro's Cabinet of Curiosities) (série télévisée) : lui-même (8 épisodes)
- 2023 : Dario Argento Panico de Simone Scafidi

### Jeux vidéo
- 2008 : Hellboy: The Science of Evil (scénariste)
- 2019 : Death Stranding : Deadman

## Écrits

### Romans

#### SérieLa Lignée
Série coécrite avec Chuck Hogan.
1. La Lignée, Presses de la Cité, 2009 ((en) The Strain, William Morrow and Company, 2009), trad. Hélène Collon  (ISBN 978-2-258-08074-4)Réédition, Pocket no 14364, 2010 (ISBN 978-2-266-20277-0)
2. La Chute, Presses de la Cité, 2010 ((en) The Fall, Harper & Row, 2010), trad. Éric Moreau et Jean-Baptiste Bernet  (ISBN 978-2-258-08075-1)Réédition, Pocket no 14365, 2011 (ISBN 978-2-266-20278-7)
3. La Nuit éternelle, Presses de la Cité, 2011 ((en) The Night Eternal, William Morrow and Company, 2011), trad. Éric Moreau et Jean-Baptiste Bernet  (ISBN 978-2-258-08076-8)Réédition, Pocket no 14366, 2011 (ISBN 978-2-266-20279-4)

#### SérieLes Dossiers Blackwood
Série coécrite avec Chuck Hogan.
1. Les Avides, Pygmalion, 2021 ((en) The Hollow Ones, Grand Central Publishing, 2020), trad. Agnès Espenan  (ISBN 978-2-08-151617-5)

#### Romans indépendants
- Trollhunters, Bayard, 2016 ((en) Trollhunters, Hyperion, 2015), trad. Patrice Lalande  (ISBN 978-2-7470-5852-0)Écrit avec Daniel Kraus (en).
- La Forme de l'eau, Bragelonne, 2018 ((en) The Shape of Water, Feiwel & Friends, 2018), trad. Isabelle Troin  (ISBN 979-10-281-0601-0)Écrit avec Daniel Kraus (en).
- Le Labyrinthe de Pan, Michel Lafon, 2019 ((de) Das Labyrinth des Fauns, 2019), trad. Christophe Rosson  (ISBN 978-2-7499-4042-7)Écrit avec Cornelia Funke.

### Scénarios
- Le Labyrinthe de Pan : un film de Guillermo del Toro. L'Avant-scène cinéma no 597, décembre 2012, 150 p.  (ISBN 978-2-84725-092-3)

### Documents
- Cabinet de curiosités : mes carnets, collections et autres obsessions, avec la contribution de Marc Scott Zicree, préface James Cameron, postface Tom Cruise, traduction Isabelle Pernot, Sébastien Baert et Maxime Berrée. Paris : Huginn & Muninn, novembre 2013, 263 p.  (ISBN 978-2-36480-128-8)
- Britt Salvesen, Jim Shedden et Matthew Welch, Guillermo Del Toro : dans l'antre avec les monstres : mes muses, reliques et autres fétiches, Paris, Huginn & Muninn, 2016, 151 p., 26 cm (ISBN 978-2-364-80485-2, OCLC 991178516)

## Box-office
Note : le chiffre le plus élevé de chaque catégorie est indiqué en gras. Les recettes sont évaluées en dollars dans le monde et aux États-Unis.
| Film                                  | Budget        | Monde         | États-Unis    |
| ------------------------------------- | ------------- | ------------- | ------------- |
| Cronos                                | 2 000 000 $   | 621 392 $     | -             |
| Mimic                                 | 25 000 000 $  | -             | 25 480 490 $  |
| L'Échine du Diable                    | 4 500 000 $   | 6 459 020 $   | -             |
| Blade 2                               | 54 000 000 $  | 155 010 032 $ | 82 348 319 $  |
| Hellboy                               | 66 000 000 $  | 99 318 987 $  | 59 623 958 $  |
| Le Labyrinthe de Pan                  | 19 000 000 $  | 83 258 226 $  | -             |
| Hellboy 2 : Les Légions d'or maudites | 85 000 000 $  | 160 388 063 $ | 75 986 503 $  |
| Pacific Rim                           | 190 000 000 $ | 411 002 906 $ | 101 802 906 $ |
| Crimson Peak                          | 55 000 000 $  | 74 679 822 $  | 31 090 320 $  |
| La Forme de l'eau                     | 19 300 000 $  | 195 243 464 $ | 63 859 435 $  |
| Nightmare Alley (film, 2021)          | 60 000 000 $  | 27 912 743 $  | 11 338 107 $  |

## Distinctions

### Récompenses
- BAFA 2007 : Meilleur film en langue étrangère pour Le Labyrinthe de Pan
- Prix Hugo 2007 : Meilleur long métrage dramatique pour Le Labyrinthe de Pan
- Prix Nebula 2007 : Meilleur scénario pour Le Labyrinthe de Pan
- Goyas du cinéma 2007 : Meilleur scénario original pour Le Labyrinthe de Pan

- Saturn Awards 2008 : George Pal Memorial Award

- Mostra de Venise 2017 : Lion d'or pour La Forme de l'eau

- Golden Globes 2018 : Meilleur réalisation pour La Forme de l'eau
- Critics' Choice Movie Awards 2018 : meilleure réalisation pour La Forme de l'eau
- BAFA 2018 : Meilleure réalisation pour La Forme de l'eau
- Oscars 2018 : Meilleur réalisateur et Meilleur film pour La Forme de l'eau

- Saturn Awards 2022 : Meilleur scénario et Meilleur thriller pour Nightmare Alley

- Goldens Globes 2023 : Meilleur film d'animation pour Pinocchio
- Oscars 2023 : Meilleur film d'animation pour Pinocchio

### Nominations et sélections
- Festival international du film de Moscou 1993 : compétition officielle avec Cronos[43]

- Saturn Awards 1998 : Meilleur scénario pour Mimic

- Festival de Cannes 2006 : compétition officielle avec Le Labyrinthe de Pan

- BAFA 2007 : meilleur scénario original pour Le Labyrinthe de Pan
- Film Independent's Spirit Awards 2007 : Meilleur film pour Le Labyrinthe de Pan
- Goyas du cinéma 2007 : Meilleur réalisateur et Meilleur film pour Le Labyrinthe de Pan
- Oscars 2007 : Meilleur scénario original pour Le Labyrinthe de Pan
- Saturn Awards 2007 : Meilleure réalisation et Meilleur scénario pour Le Labyrinthe de Pan

- Prix Hugo 2009 : Meilleur long métrage dramatique pour Hellboy 2 : Les Légions d'or maudites

- Prix Hugo 2012 : Meilleur long métrage dramatique pour Le Hobbit : Un voyage inattendu

- Saturn Awards 2014 : Meilleur réalisateur pour Pacific Rim
- Saturn Awards 2014 : Meilleur scénario pour Le Hobbit : La Désolation de Smaug

- BAFA 2018 : Meilleur film et Meilleur scénario original pour La Forme de l'eau
- Oscars 2018 : Meilleur scénario original pour La Forme de l'eau

- Oscars 2022 : Meilleur film pour Nightmare Alley

- Goldens Globes 2023 : Meilleure chanson originale pour Pinocchio

### Novélisations
- Le Hobbit : la Bataille des cinq armées : le livre du film, texte de Natasha Hughes adapté du scénario par Fran Walsh, Philippa Boyens, Guillermo del Toro et Peter Jackson ; traduit de l'anglais par Camille Fort. Paris : La Martinière, novembre 2014, 48 p.  (ISBN 978-2-7324-5669-0)
- Pacific Rim : la novélisation officielle du film, texte de Alex Irvine d'après le film de Guillermo del Toro, scénario Travis Beacham et Guillermo del Toro, trad. Jocelyne Bourbonnière, Paris, Milady, coll. « Gaming », 2015, 372 p.  (ISBN 978-2-8112-1496-8)

### Bandes dessinées
- The Strain : La Lignée (volume 1), scénario David Lapham, dessin Mike Huddleston, couleur Dan Jackson, histoire originale Guillermo del Toro et Chuck Hogan, traduction Ben KG, Saint-Laurent-du-Var, Panini comics, avril 2013  (ISBN 978-2-8094-3050-9)
- The Strain : La Lignée (volume 2), scénario David Lapham, dessin Mike Huddleston, couleur Dan Jackson, histoire originale Guillermo del Toro et Chuck Hogan, traduction Makma, Ben KG, Saint-Laurent-du-Var, Panini comics, mars 2014  (ISBN 978-2-8094-3830-7)